# Talsperre Bárcena
Die Talsperre Bárcena (spanisch Presa de Bárcena) ist eine Talsperre mit Wasserkraftwerk in der Gemeinde Ponferrada, Provinz León, Spanien. Sie staut den Sil zu einem Stausee auf. Die Talsperre dient der Stromerzeugung, der Bewässerung und der Trinkwasserversorgung. Sie wurde 1960 fertiggestellt. Die Talsperre ist in Staatsbesitz und wird von Endesa Generacion S.A. betrieben.

## Absperrbauwerk
Das Absperrbauwerk ist eine Gewichtsstaumauer aus Beton mit einer Höhe von 109 m über der Gründungssohle. Die Mauerkrone liegt auf einer Höhe von 625 m über dem Meeresspiegel. Die Länge der Mauerkrone beträgt 166 m. Das Volumen beträgt 330.740 m³.
Die Staumauer verfügt sowohl über einen Grundablass als auch über eine Hochwasserentlastung. Über den Grundablass können maximal 80 (bzw. 110) m³/s abgeleitet werden, über die Hochwasserentlastung maximal 1879 (bzw. 2500) m³/s. Das Bemessungshochwasser liegt bei 1450 (bzw. 1797) m³/s.

## Stausee
Beim normalen Stauziel von 620 m erstreckt sich der Stausee über eine Fläche von rund 9,86 (bzw. 10,63) km² und fasst 340 (bzw. 341 oder 342) Mio. m³ Wasser; davon können 281 Mio. m³ genutzt werden.

## Kraftwerk
Die installierte Leistung des Kraftwerks beträgt 58 (bzw. 61 oder 61,2) MW. Die durchschnittliche Jahreserzeugung liegt bei 133 (bzw. 140) Mio. kWh. Das Maschinenhaus des Kraftwerks befindet sich am Fuß der Talsperre auf der rechten Flussseite.
Jede der beiden Francis-Turbinen leistet (in Abhängigkeit von Fallhöhe und Durchfluss) zwischen 13,75 bis maximal 35,96 MW und jeder der beiden Generatoren 36 MVA. Die Fallhöhe beträgt zwischen 44 und 84 m. Der Durchfluss liegt zwischen 35,6 und 50,5 m³/s je Turbine. Die Generatorspannung beträgt 11 kV.